# Porte Dauphine
Porte Dauphine - stacja linii nr 2 metra  w Paryżu. Stacja znajduje się w 16. dzielnicy Paryża. Została otwarta 13 grudnia 1900 r.